# Pol Gernaey

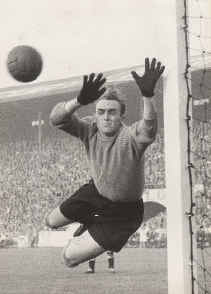
Pol Gernaey in actie

Leopold "Pol" Gernaey (Gistel, 25 februari 1927 - 4 augustus 2005) was een Belgisch voetballer. Hij speelde als doelman in eerste klasse bij Beerschot VAC maar beleefde zijn sterkste periode bij tweedeklasser AS Oostende. Als doelman speelde Gernaey 17 interlands met het Belgisch voetbalelftal. Kenmerkend waren zijn zweefsprongen waardoor hij de bijnaam De panter kreeg.

## Loopbaan
Gernaey was een geboren en getogen Gistelnaar die in de Putbekestraat zijn jeugd doorbracht. In 1945 begon hij als 15-jarige zijn carrière bij E.G. Gistel. Hij zou er tot zijn 20ste blijven om zich nadien bij A.S. Oostende aan te sluiten dat toen in tweede klasse actief was. Hij verwierf er al spoedig een basisplaats en verbleef er van 1947 tot 1957.
Zijn carrière als Rode Duivel had Pol vooral te danken aan zijn uitstekende prestaties bij de militaire ploeg. Ondanks het feit dat Gernaey doelman was bij een tweedeklasser werd hij tussen 1953 en 1957, 27 maal geselecteerd voor het Belgische voetbalelftal waaronder twee wedstrijden op het wereldkampioenschap voetbal 1954 in Zwitserland. Op het toernooi wist hij in de wedstrijd tegen Engeland door een onvoorstelbare reflex de legendarische Stanley Matthews van een gemaakt doelpunt te houden en een 4-4 gelijkspel uit de brand te slepen. De sportieve Matthews stapte onmiddellijk op Pol af om hem ten aanschouwen van tienduizend toeschouwers te feliciteren.
Pol had in Oostende en bij de nationale ploeg zoveel indruk gemaakt dat Beerschot hem in 1957 aantrok als titularis temeer het opkomende talent Smolders toen nog niet klaar was voor het grote werk. In drie seizoenen speelde hij nog veertig wedstrijden en sloot er zijn spelerscarrière op het hoogste niveau af.
Gernaey werd achtereenvolgens nog trainer bij KWS Houthulst en Gistel. Hij wist met de ploeg van Gistel tweemaal de kampioenstitel te behalen, in 1969 in vierde provinciale en in 1971 in derde provinciale afdeling.
Ook beroepshalve was Pol Gernaey succesvol. Hij maakte carrière als ambtenaar bij het ministerie van Financiën.

## Erkenning
In 2009 werd bekend dat in zijn geboorte- en woonplaats Gistel de toegangsweg naar het sportstadion naar hem zal vernoemd worden.